# Ville-devant-Belrain
Ville-devant-Belrain è un comune francese di 28 abitanti situato nel dipartimento della Mosa nella regione del Grand Est.

## Società

### Evoluzione demografica
Abitanti censiti